# Comuna Bojîkiv, Berejanî
Bojîkiv (în ucraineană Божиків) este o comună în raionul Berejanî, regiunea Ternopil, Ucraina, formată din satele Bojîkiv (reședința), Kvitkove și Voloșciîna.

## Demografie
Componența lingvistică a comunei Bojîkiv
     Ucraineană (99,77%)
     Alte limbi (0,23%)
Conform recensământului din 2001, majoritatea populației comunei Bojîkiv era vorbitoare de ucraineană (99,77%), existând în minoritate și vorbitori de alte limbi.